# ノルウェー人
ノルウェー人（ノルウェーじん、ノルウェー語: nordmenn）は、ノルウェー王国の国民、または同国を故地とする民族を指す。後者は共通の文化とノルウェー語を有し、アメリカ合衆国やカナダ、オーストラリアに移民のコミュニティがある。

## 歴史
紀元前3千年紀末ごろ、インド・ヨーロッパ祖語を話す戦斧の民がノルウェーに移動し、この地域にウマの家畜利用や農業、ウシ、車輪技術をもたらした。
ヴァイキング時代、ハーラル美髪王は880年代のハフシュフィヨールの戦いをもって小国が群雄割拠していたノルウェーを統一。以降2世紀にわたってヴァイキングは乱暴狼藉の限りを尽くしたが、11世紀のキリスト教化で下火になった。人口の6割が死亡した黒死病のさなか、ノルウェーはデンマークと同君連合（デンマーク＝ノルウェー）を結んだ。
ナポレオン戦争でデンマーク＝ノルウェーが敗れるとスウェーデンと同君連合（スウェーデン＝ノルウェー）を形成し、ノルウェー憲法を制定。19世紀に高揚したナショナル・ロマンティシズムは1905年の国民投票と、それによるノルウェー独立という形で結実した。第一次世界大戦では中立を貫く裏で、ひそかに連合国に協力した。第二次世界大戦でも当初は中立を表明したが、ナチス・ドイツに5年間（1940年 - 1945年）にわたり占領された。戦後は1949年に北大西洋条約機構 (NATO) に加盟し、中立主義を事実上放棄。1960年代末には石油・天然ガス田の発見にともなう好景気に沸いた。一方欧州連合 (EU) への加盟は、1972年と1994年の二度の国民投票で否決された。現在、ノルウェーは急増する移民の同化や充実した高齢者福祉の持続、経済競争力の維持などの問題に直面している。

## 分布
ヨーロッパの大部分の民族と同様、ノルウェー人も世界各地に存在する。10万人以上のノルウェー市民がアメリカ合衆国やカナダ、ほかのスカンディナヴィア諸国に常住している。
ノルウェー人はノルウェーの市民権をなくしても、ノルウェー人であるとみなされる。ノルウェーとの民族的・文化的な結びつきを依然感じる者も多い。

### ヴァイキング
北方・西方を股にかけたノルウェーのヴァイキングは、フェロー諸島、シェトランド諸島、オークニー諸島、アイスランド、アイルランド、スコットランド、イングランド北部の各地にコミュニティを建設した。彼らはアイルランド中を襲撃し、コークやダブリン、リムリックといった都市を築いた。947年にはエイリーク血斧王率いるヴァイキングがイングランドに現れ、ヨークを攻略した。
グレートブリテン島やアイルランド島から離れた化外の地にも、ヴァイキングは入植した。インゴールヴル・アルナルソンは874年アイスランドに入植し、レイキャヴィークを建てた。
アイスランドを追われた赤毛のエイリークは、自らが発見した土地にアイスランド人の入植を願ってグリーンランドと命名した。ヴァイキングはこの島の、南部と西部の奥まったフィヨルドに入植した。赤毛のエイリークの息子レイフ・エリクソンは北アメリカ大陸を発見している。

### オランダ
17世紀から18世紀にかけて、多くのノルウェー人がアムステルダムを中心とするオランダに渡った。これはノルウェー人移民の第二陣とみなされた（第一次はヴァイキング時代のイングランド、大西洋諸島、ノルマンディなどへの入植、第三次は北アメリカへの移民で、2世紀から3世紀に起きたゴート人の大陸部への移動は含まれない）。ざっと見積もって、当時のノルウェー人80万の1割が移民したとみられる。
オランダのノルウェー人は木材、皮革、ニシン、干物などの海運に従事した。女子はアムステルダムでメイドに雇われ、男子は船乗りになった。オランダの海運業と海軍の大部分をノルウェー人とデーン人が占めた。彼らはオランダ名を名乗ったため、いまのオランダ人にノルウェー人の名を見ることはできない。有名なノルウェー人には、海軍のクロイス提督が挙げられる。スタヴァンゲル出身の彼はアムステルダムで、海軍増強に力を入れるピョートル大帝から招へいされた。
オランダへの移民は、故国に壊滅的な打撃をもたらしたため、時のデンマーク＝ノルウェー王は移民を死刑に処すると布告した。しかしアムステルダムの街頭には、帰国すれば恩赦を与えるとのちらしが各所に掲載された。移民には自らにノルウェーの系譜を認め帰国する者や、ニューアムステルダム（いまのニューヨーク）などの植民地に移住を重ねるものがいた。

### アメリカ合衆国

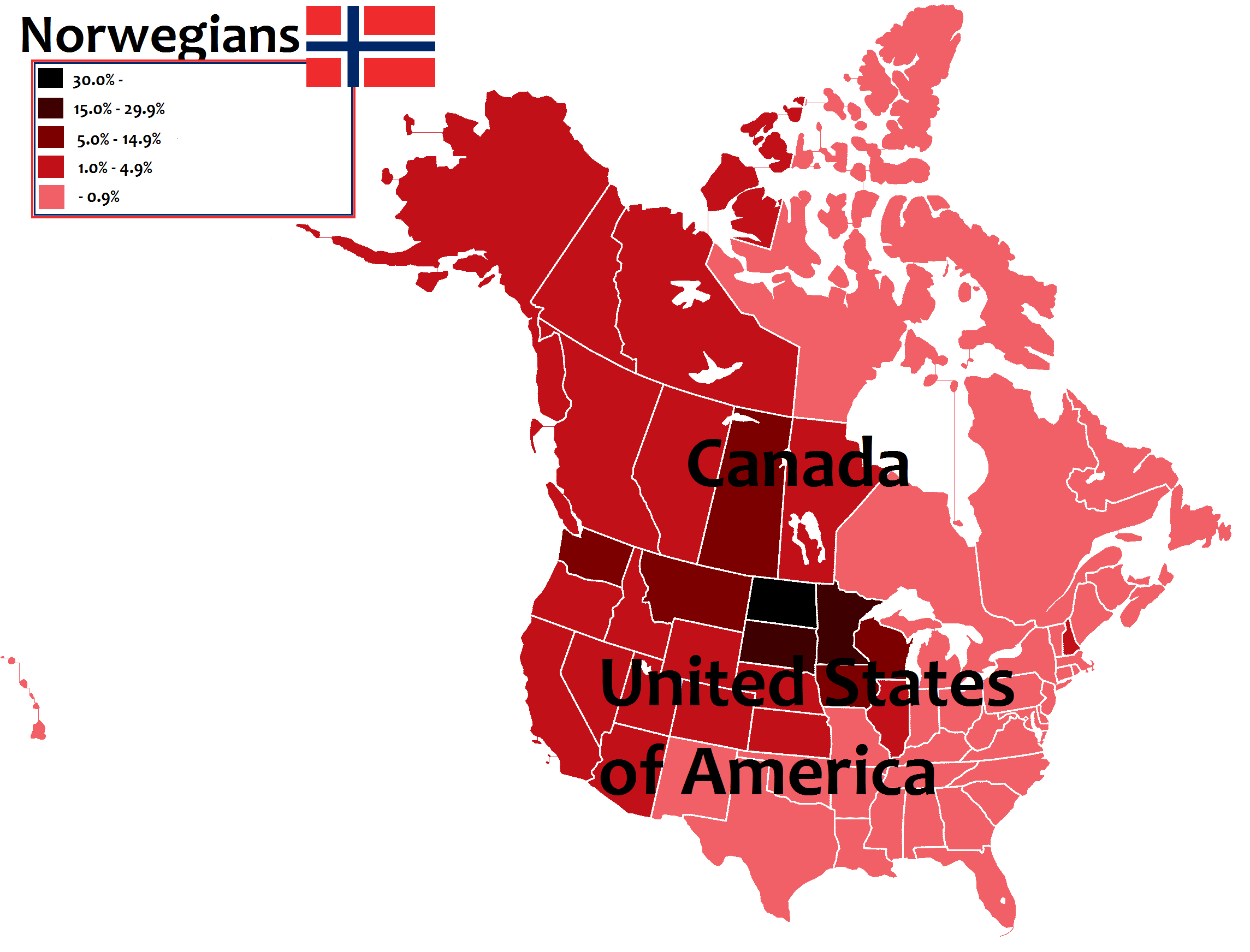
北アメリカ大陸におけるノルウェー系の分布図。

ノルウェー人のアメリカ合衆国への移民は、1850年代から1920年代まで続いた。この子孫は現在、ノルウェー系アメリカ人として知られる。2000年に行われた国勢調査では、300万人のアメリカ人が自らを純血、あるいは直系のノルウェー系であると答えた。これ以外のノルウェー系も、150万人以上いるとみられる。カナダを経てアメリカ合衆国に入国する者も、イギリスがカナダに対する航海条例を撤廃した1850年以降急増した。彼らはケベックシティから、蒸気船でシカゴやミルウォーキー、グリーンベイに渡った。例えば1850年代、2万8640人の移民がケベックに到着し、このうち8351人が直接ニューヨークに向かった。
ノルウェー系はヒスパニックを除くヨーロッパ系アメリカ人の2-3%を占め、主に中西部や太平洋岸に多い。

### カナダ

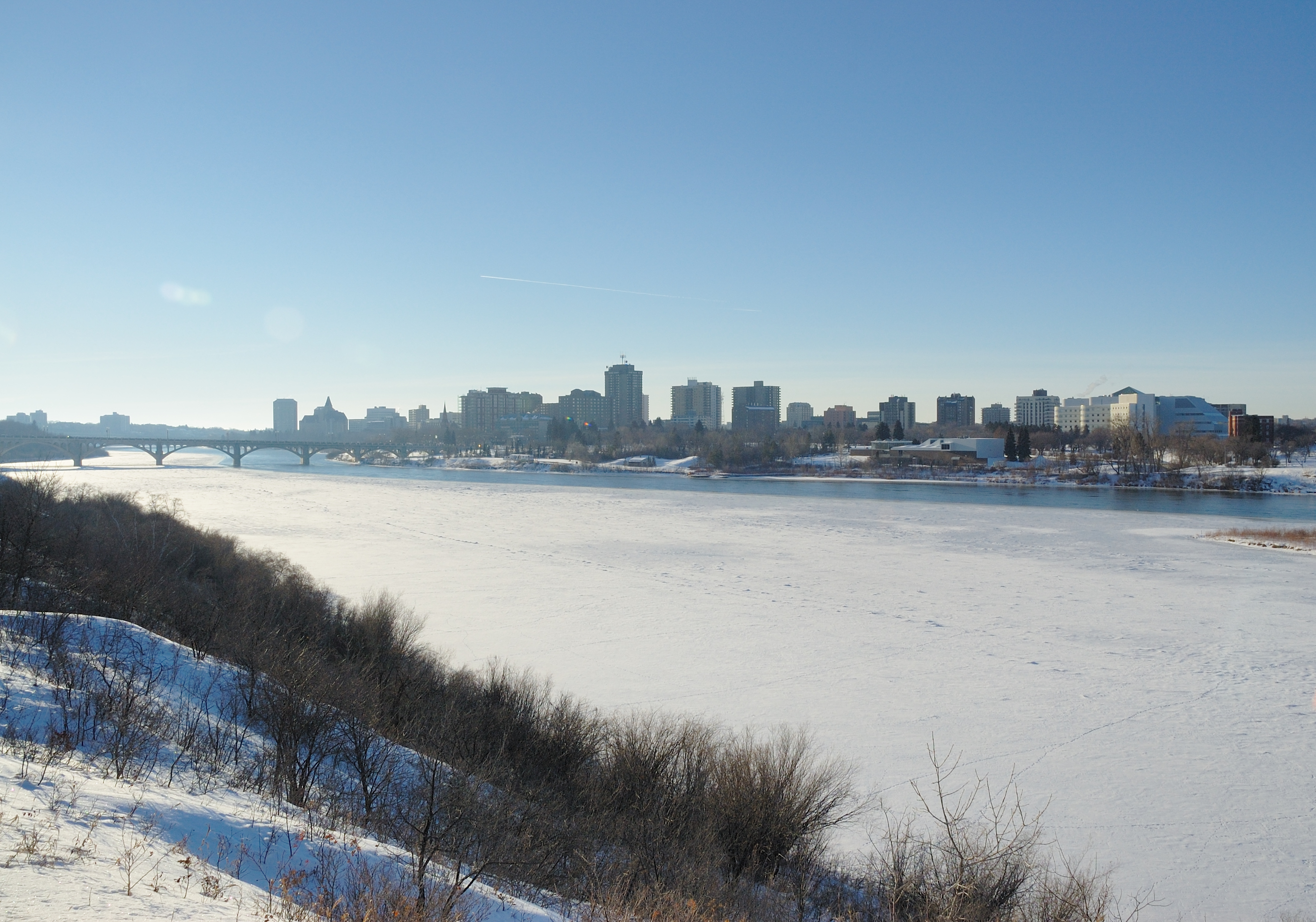
サスカチュワン州は人口の7%をノルウェー系が占める。

早くも1814年には、ハドソン湾岸のマニトバ州ヨークファクトリーから黎明期のレッドディア入植地（いまのウィニペグ）に至る冬季道路の建設工事にノルウェー人グループが従事している。同州ノルウェー・ハウスは、カナダ西部における最初の交易所・ネイティブカナディアンの伝道所のひとつであった。アサバスカ川およびマッケンジー川流域の北西会社に勤めていたウィラード・フェルディナンド・ウェンツェルは1819年から1820年にかけて、ジョン・フランクリン卿の北極探検に随行した。
ノルウェー人はアメリカン・ドリームならぬカナディアン・ドリームを追い求めカナダへ移住した。前述のように1814年にはすでにノルウェー系が存在したが、移民は1880年代中葉から1930年代まで続いた。この時代は約15年ごとに3期に分けられる。第一期は1900年ごろまでで、数千人のノルウェー人がプレイリーに入植した。1900年から1914年までの第二期には、アメリカ合衆国の劣悪な労働環境からカナダ移民が急増し、その数は1万8790人にのぼった。第三期は1919年から1930年までで、1927年の5103人をピークに2万1874人が到来した。祖国の深刻な不況も移民の増大に拍車をかけた。
アメリカ合衆国中部に最短で行くため、1825年から1900年の75年間に延べ50万人のノルウェー人がケベックシティ（を中心とするカナダの港湾都市）に上陸した。カナダ政府の移民工作にもかかわらず、カナダの制限的な土地政策とエージェントの流す好ましくない噂話からカナダに居を定める者はごく少数だった。1880年代までノルウェー人はこの国を希望の地とみなかったが、それ以後は多くのノルウェー系アメリカ人が安住の地と経済的なチャンスを求めてカナダへ移住、「カナダ・フィーバー」現象が起きた。ノルウェー系カナダ人の3分の1が1921年まで、合衆国生まれであった。
カナダは英国王を戴く立憲君主国であるから、これら「新カナダ人」は英国臣民となった。1947年1月1日、カナダはイギリス連邦構成国で初めてイギリスとは異なる独自の市民権を制定し、ほとんどの臣民に付与した。ノルウェー系カナダ人はカナダ市民であるとともに、英国臣民でもある。
2006年の国勢調査によると、43万2515人のカナダ人が自らをノルウェー系と答えた。これは国内の白人の2%にあたるが、ほかのルーツを持つ男性と結婚した女性やその子どもは加えられないことから、実際はさらに多いと思われる。

### オーストラリア
オーストラリアへの組織的移民は1788年に始まったが、初めのうちはもっぱら流刑地であった。
本国で絶対的服従を強いられていた罪人は、オーストラリアで完全な自由の身になった。チャールズ・ディケンズは『デイヴィッド・コパフィールド』でミコーバー氏を経済的な問題からオーストラリアに行かせているが、これも移民理由のひとつであった。過剰人口の輸出をもくろむ英当局は1830年代から1897年にかけ、公共支出で60万人を移民させた。
ノルウェー人は1860年ごろに2500人におよんだが、多くがカリフォルニア州からの採鉱者で、そのうちアメリカに戻っていった。彼らは一攫千金を夢見てやってきたが、この地に彼らを留まらせるだけの魅力はなかった。

### ロシア
19世紀、ロシアのムルマンスク郊外にコラ系ノルウェー人がコミュニティを開拓した。彼らはスターリンによって弾圧され、1990年以降ノルウェーに戻っていった。現在、ロシア国内に残っているのはごく少数である。

## 遺伝的特徴
近年の研究によると、北欧や中欧の民族（特にゲルマン人を祖先とする民族）ではミトコンドリアDNAとY染色体多型の顕著な親和性がみられる。これは数千年にわたって、ノルウェーを近隣民族が往来した証拠である。
ノルウェー人のY染色体ハプログループは、北欧特有のI1型が最も多い。次いで東欧やインドでみられるR1aが17.9%-30.8%、R1bが25.9%-30.8%ほど。
またノルウェーではゲール人やブリトン人特有のハプログループR1bのサブクレードであるR-L21がかなりの割合で見られる。これはヴァイキングがブリテン島に侵略した際に現地のケルト系の住民を奴隷としてスカンディナビアに連れて帰ったことが理由として考えられる。

## 言語
北ゲルマン語群のノルウェー語は、ノルウェーを中心にデンマーク、スウェーデン、ドイツ、イギリス、スペイン、カナダ、アメリカ合衆国などで500万人の話者を抱える。アメリカ合衆国では2000年時点で5万5311人がノルウェー語を話し、うちミネソタ州（8060人）、カリフォルニア州（5865人）、ワシントン州（5460人）、ニューヨーク州（4200人）、ウィスコンシン州（3520人）で半数を占める。
カナダ国内には2006年の時点で7710人の話者がいる。内訳はブリティッシュコロンビア州が3420人、アルバータ州が1360人、オンタリオ州が1145人など。

## 文化
ノルウェー文化はその歴史と国土に密接な関係がある。乏しい資源と厳しい気候、それに古代の財産法はノルウェー特有の農村文化を生み出した。18世紀に高揚し、いまもノルウェー語やメディアでみられる力強いナショナル・ロマンティシズムはこの所産である。また、文学・芸術・音楽分野におけるノルウェー・アイデンティティ形成の不断の努力が、19世紀のノルウェー文化の開化をもたらした。

### 食文化

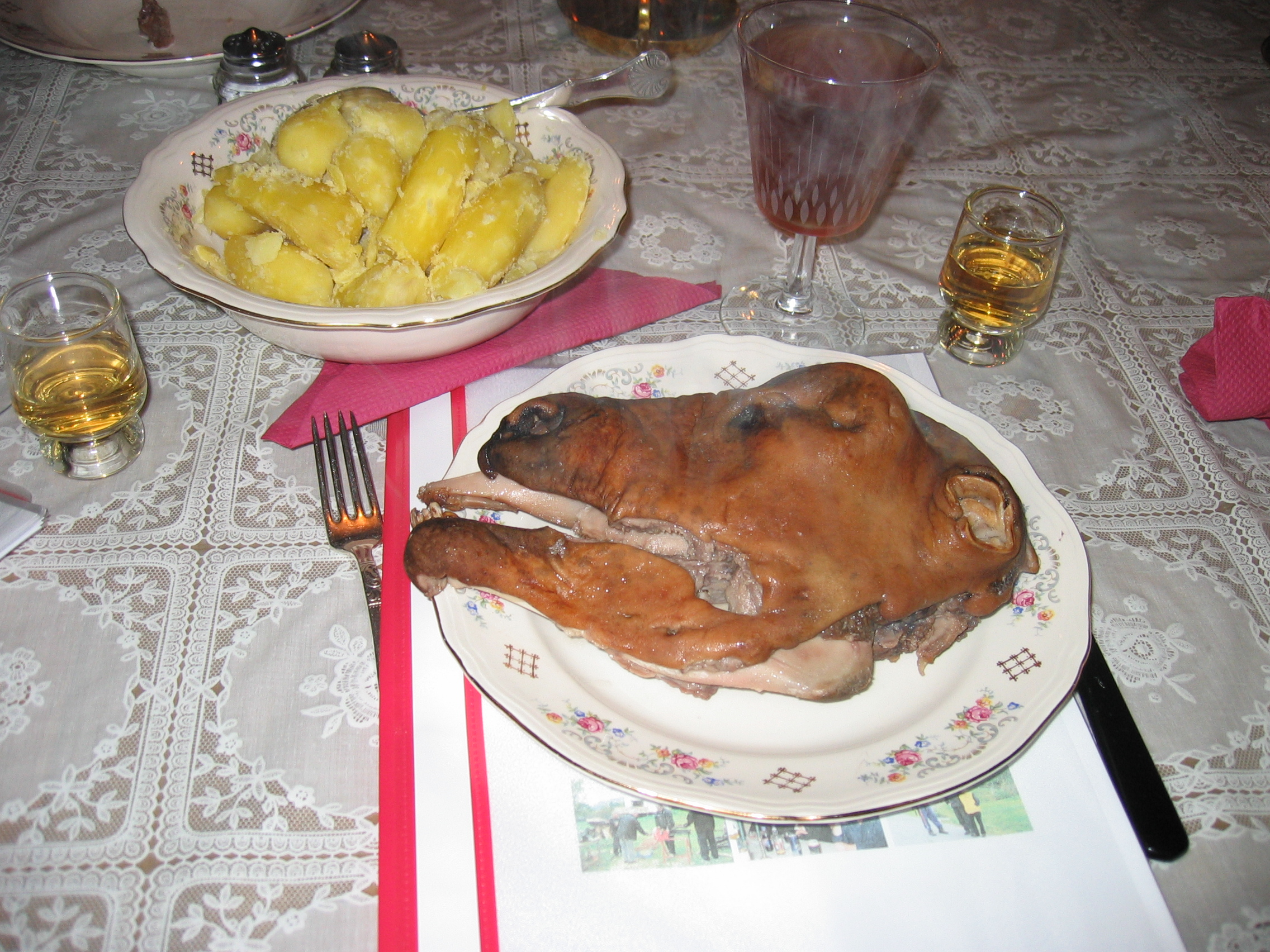
ヴェストラン（ノルウェー西部）の伝統料理、スマラホーヴェ（羊の頭の丸焼き）。

ノルウェーの食の伝統は農耕・漁労の長い伝統によるもので、サーモンやニシン、トラウト、タラなどの魚介類をチーズなどの乳製品やパン（主に黒パン）とともに食べる。クリスマスにはレフセ (lefse) というジャガイモ入りの無発酵パン（フラットブレッド）を食す。代表的なノルウェー料理にルタフィスク (lutefisk) 、スマラホーヴェ (smalahove) 、ピンネショット (pinnekjøtt) 、クローテカーケル (krotekaker) 、フォーリコール (Fårikål) などがある。

### 音楽
近年では、ロマン派音楽のエドヴァルド・グリーグや現代音楽のアルネ・ノールヘイム、そしてブラックメタルが国外で聴かれるようになってきている。
クラシック音楽では、世界的に知られるピアニストのレイフ・オヴェ・アンスネスや、チェリストのトルルス・モルクがいる。
ジャズ・シーンも活発で、世界的に認知されたヤン・ガルバレク、マリ・ボイネ、アリルド・アンデルセン、ブッゲ・ヴェッセルトフトとともに、ポール・ニルセン・ラヴ、スーパーサイレント、ジャガ・ジャジスト、ウィブティーなどの次の世代も育っている。
ノルウェーには現在まで好まれる、力強いフォーク音楽の伝統がある。ミュージシャンには、ハーディングフェーレのアンドレア・イーン、オラフ・ヨルゲン・ヘッゲ、ヴィダル・ランデ、アンビョルグ・リーエン、ヴァイオリニストのスザンヌ・ルンデング、ボーカリストのアグネス・ビュエン・ガルノス、カーステン・ブラテン・バーグ、オッド・ノルドストガなどが挙げられる。

### 祝祭日
ノルウェーのナショナルデーは5月17日の憲法記念日で、多くの人々がブーナッド（伝統衣装）を着てパレードに参加し、あるいは見守る。このパレードは作家のヘンリック・ヴェルゲランがはじめた。キリスト教の祝祭日では、クリスマス（ユール）とイースター（ポーシェ）が最も重要である。ノルウェーでサンタクロースは25日の朝でなくクリスマスイブの夜にやって来るため、子どもは夕食後に長い、退屈な時間をすごすことになる。
6月24日には聖ヨハネ祭が行われ、人々は焚き火で夏至と夏休みの到来を祝う。この日北部では24時間、南部でも17.5時間は日が沈まない。

### 宗教
ノルウェーにおける民間信仰からキリスト教への改宗は、1000年ごろに始まった。キリスト教は11世紀までに地盤を確立し、12世紀中葉に支配的になった。宗教改革でデンマーク王クリスチャン3世は国民をルーテル教会に改宗させるとともに、国教会を設立。国内のサーミ人も16世紀から17世紀にキリスト教化された。
19世紀、政治的・宗教的理由からアメリカ合衆国に移民したノルウェー人はルーテル教会を広めた。一方、ノルウェー国内のノルウェー人は宗教的に寛容で、例えば国民の78%がギャラップ社の世論調査に宗教は重要でないと答えている。また、毎週教会に通う人も2%に過ぎない。これはノルウェー系が人口の30.4%をしめるノースダコタ州と比べてもかなり低い。無宗教の割合がもっとも低く、人口あたりの教会数がもっとも多い同州では、州民の43%が毎週教会に通う。
ノルウェーで政教分離はなされておらず、ノルウェー国教会の活動予算は政府から支給される。洗礼を受けると国教会の会員名簿に記載されるが、大人になるまで教えを守る人はまれである。国内のノルウェー人、サーミ人とも名目はクリスチャンだが、内実は名ばかりといってよい。

## 有名なノルウェー系の人物
ここに挙げられている人物は、そのごく一部に過ぎない。
- ドミニク・パーセル - オーストラリアの俳優。代表作に『プリズン・ブレイク』シリーズがある。
- エリオット・ネス - アメリカの連邦捜査官。アル・カポネを負かした男として知られる。
- ゲイル・ホルデ - 元アイスランド首相。
- イギー・ポップ - アメリカの歌手。
- ジョン・アシュクロフト - 元アメリカ司法長官。
- ジョニ・ミッチェル - カナダのミュージシャン。
- ジョシュ・グローバン - アメリカの歌手。
- キエル・ラウヘルド・ガルシア - 元グアテマラ大統領。
- クリスタナ・ローケン - アメリカの女優。
- マリリン・モンロー - アメリカの女優、モデル、歌手。
- マット・グレイニング - アメリカの漫画家。代表作に『ザ・シンプソンズ』がある。
- メリッサ・フォード - カナダのモデル。父がバルバドス出身の黒人で、母がロシアとノルウェーのハーフ。
- パリス・ヒルトン - アメリカのモデル、歌手、女優。
- トム・ウェイツ - アメリカの歌手。
- ラッセル・クロウ - ニュージーランド生まれのオーストラリアの俳優。
- ウォルター・モンデール - 元アメリカ副大統領。